# JNR DE10 sorozat
A JNR DE10 sorozat  egy Japán C-B tengelyelrendezésű dízel-hidraulikus meghajtású dízelmozdony-sorozat. Korábban a JNR, jelenleg a JR Hokkaido, a JR East, a JR Central, a JR West, a JR Shikoku, a JR Kyushu és a JR Freight üzemelteti. Összesen 708  db készült belőle 1966 és 1978 között.

## Altípusok
- DE10-0
- DE10-500
- DE10-900
- DE10-1000
- DE10-1500
- DE10-3000

## Megőrzött mozdonyok
- DE10 1 JR Shikoku Tadotsu depot